# Choices: The Album
Choices: The Album – piąty studyjny album amerykańskiego zespołu hip-hopowego Three 6 Mafia. Został wydany 30 października 2001 roku. Wydany jako ścieżka dźwiękowa do filmu Choices: The Movie.

## Lista utworów
1. "2-Way Freak" (Featuring La Chat) – 4:57
2. "The Restaurant Scene (Skit)" – 0:40
3. "Mafia" (Featuring HCP) – 5:20
4. "Baby Mama" (Featuring La Chat) – 4:43
5. "Gangsta Niggas" – 4:33
6. "Wona Get Some, I Got Some" (Featuring T-Rock) – 4:27
7. "1st Crime Scene (Skit)" – 0:40
8. "O.V." – 4:13
9. "You Got The Game Wrong" (Featuring La Chat) – 3:40
10. "We Shootin' 1st" (Featuring Gangsta Boo, Crunchy Black Koopsta Knicca & Lord Infamous) - 4:44
11. "This Bitch That Hoe" (featuring Ludacris, Project Pat & Crunchy Black) – 4:22
12. "Pass Me" (Featuring La Chat) – 3:39
13. "Big Pat's Warehouse (Skit)" – 0:31
14. "They Don't Fuck Wit You" – 4:04
15. "Slang & Serve" (Featuring T-Rock) – 4:18
16. "War Wit Us" (Featuring La Chat) – 3:46
17. "Mean Mug" (Featuring La Chat) – 4:49
18. "How It Went Down (Skit)" – 0:22
19. "I Ain't Goin' (A Hustler's Theme)" (Featuring N.L.) – 4:08
20. "Ridin' On Chrome" (Featuring Project Pat) – 2:59
21. "Talkin'" – 0:52